# Meru (lud)
Meru – grupa etniczna w środkowej Kenii (stanowią większość w hrabstwach Meru i Tharaka-Nithi). Ich liczebność szacowana jest na ponad 2,1 mln. Posługują się językiem meru, z grupy językowej bantu. Zamieszkują żyzne wschodnie zbocze góry Mount Kenia.
Meru to grupa plemion, a nie jeden zjednoczony lud. Dzielą się na wiele podgrup. Kulturowo Meru są blisko spokrewnieni z pobliskimi mieszkańcami Kikuju, chociaż tradycyjnie twierdzą, że migrowali do obecnej lokalizacji z wybrzeża Kenii.